# MP3
MP3 (officieel MPEG-1 Audio Layer III of MPEG-2 Audio Layer III) is een manier om geluid te comprimeren en is daarmee een broncoderingstechniek. Dit is een MPEG-standaard uit 1992, waarvan implementaties bestaan sinds 1994. Een muziekbestand in MP3-formaat wordt mp3 genoemd.
Het MP3-bestandsformaat is ontworpen door een groep onderzoekers rond de Duitser Karlheinz Brandenburg, onder leiding van diens promotor, en andere onderzoeksgroepen. In 2000 ontving hij hiervoor de Duitse Toekomstprijs.

## Compressie
Met MP3 is het mogelijk de hoeveelheid opslagcapaciteit die nodig is voor het opslaan van geluid sterk te verminderen. Dit geschiedt door elementen uit het geluid die een mens toch niet echt waarneemt weg te laten. Als een bepaalde toon bijvoorbeeld luid is, zal een toon die er vlak naast ligt en minder luid is niet hoorbaar zijn. Deze kan men er dus uit filteren. Ook wordt er gebruikgemaakt van klassieke compressie, zodat informatie die zowel op het linker- als rechterkanaal voorkomt slechts eenmaal wordt opgeslagen. Dit laatste noemt men "joint stereo".
MP3-compressie is lossy, dat wil zeggen dat er gegevens bij het comprimeren verloren gaan. Hierdoor kan de oorspronkelijke vorm niet meer worden teruggewonnen, alleen benaderd. Als gevolg kan een muziek-MP3-bestand bij afspelen wat verschillen van het origineel (vlakker, bijgeluiden), hoewel dat bij blinde luistertests en bij hoge bitrates met een goede encoder (zoals LAME) buitengewoon lastig aantoonbaar bleek. Dat er sprake is van verlies in kwaliteit zal in veel gevallen pas merkbaar zijn na een aaneenschakeling van encode-decode-encode-decode-stappen.
Het is wel mogelijk om MP3-bestanden verliesvrij (Engels: lossless) te bewerken. Een MP3-bestand bestaat uit kleine pakketjes van een fractie van een seconde. Bij elk pakketje wordt het volume aangegeven. Dat volume kan achteraf gewijzigd worden zonder de code van het gecomprimeerde geluid te wijzigen. Ook kunnen pakketjes worden verwijderd.
Door de meeste gebruikers worden mp3's met een bitrate of bitsnelheid van 192 kbps (kilobits per seconde) of hoger vrij goed van kwaliteit ervaren. Bij een bitrate van 256 kbps verschilt de kwaliteit nauwelijks hoorbaar van een cd. De voor deze standaard geldende bitrates zijn een veelvoud van 32 of 64 kbps: 128, 160, 192, 256, 320 kbps. Een mp3 met een bitrate van 128 kbps is 11 maal zo klein als hetzelfde geluidbestand in WAV-formaat. Eén minuut geluid neemt dan een grootte van ca. 1 megabyte in. Bij hogere bitrates neemt de bestandsgrootte bij dezelfde sample rate (en 16 bits) evenredig toe. Het is ook mogelijk MP3 met een variabele bitrate te coderen, delen van het opgenomen geluid die beter te comprimeren zijn worden dan in pakketjes met een lage bitrate opgeslagen, delen van het geluid die complexer zijn met een hogere. Bij coderen kan vaak een richtwaarde voor de gewenste kwaliteit opgegeven worden.

## Waarneming
Veel MP3-encoders laten frequenties boven de 16 kHz weg als er veel geluid is. De gedachte hierachter is dat deze frequenties worden gemaskeerd door andere klanken, en het menselijk gehoor dit niet altijd meer kan waarnemen naarmate men ouder wordt. Deze wetenschap over deze waarneming heet psychoakoestiek, en wordt door voorstanders van lossy compressie gebruikt als argument dat het menselijk gehoor niet alle gegevens kan waarnemen van de originele verliesvrije opname.
Het menselijk gehoor is met name gevoelig in het frequentiebereik tussen 1 en 5 kHz. Daarbuiten neemt de gevoeligheid steeds sterker af. Heel lage en hoge tonen zijn voor de meeste mensen onhoorbaar en worden daarom vaak weggelaten door het compressiealgoritme.
Bij een sterke compressie kunnen er ook ongewenste bijverschijnselen of artefacten worden waargenomen. Dit is goed hoorbaar bij het geluid van applaus. Daarnaast is er een beperking van de bandbreedte, een kleiner stereobeeld, en kunnen er korte echo's voor en na een korte klank optreden.
Met name het MP3-formaat heeft een reputatie om lage tonen zwakker weer te geven. Dit komt doordat de lengte van deze frequenties langer is, en deze vaak buiten een kort analyseblok vallen. Hierdoor kan de gehele frequentie niet goed worden beoordeeld, en zal een compressie worden toegepast van lagere kwaliteit.

## Verbeterde versies
Thomson Multimedia en de Fraunhofer-Gesellschaft hebben na het grote succes van het MP3-formaat ook verschillende verbeterde versies ontwikkeld: mp3PRO en AAC. Mp3PRO zou met de halve bitrate dezelfde kwaliteit bieden als MP3.

## Patent
De compressie- en decompressie-algoritmen van MP3 waren gepatenteerd door de eigenaar, de Fraunhofer-Gesellschaft, en dus niet vrij beschikbaar voor commerciële producten of commercieel gebruik van de technologie. Persoonlijk gebruik van MP3-software was toegestaan. Opensource-encoders en -decoders werden gedoogd.
Als reactie dat het Fraunhofer-Gesellschaft mogelijk geld ging aanrekenen voor het gebruik van MP3 werd in september 1998 de ontwikkeling gestart van het patentvrije audioformaat Ogg Vorbis.
In de Europese Unie zijn de laatste patenten in 2012 verlopen, waardoor het algoritme hier sindsdien patentvrij is. In de Verenigde Staten verliepen de meest relevante patenten pas op 16 april 2017.